# تبييض (موضة)
التبييض في الموضة ظاهرة في عالم صناعة الأزياء والتصوير الرقمي ووسائل الإعلام والتسويق والإعلان. فهو يصف الحالة التي يكون فيها لون الجلد غير الأبيض -عندما يصور في أغلفة المجلات، والإعلانات، أشرطة الفيديو والموسيقى، وما إلى ذلك- معدل رقمياً أو جسدياً لإظهاره أكثر بياضاً. يمكن أن يظهر تبييض البشرة نفسه أيضًا في تغيير نسيج الشعر ليشبه المعايير الجمالية المركزية الأوروبية للشعر المستقيم. يمكن رؤية تبييض البشرة على شكل تبييض للجلد، إما رقميًا أو باستخدام منتجات تبييض البشرة الضارة، أو عن طريق إرخاء الشعر الخشن كيميائيًا لجعله يتماشى مع معايير الجمال الأوروبية.بالإضافة إلى ذلك، يمكن استخدام الجراحة التجميلية لتغيير السمات لجعلها تبدو أوروبية أكثر، مثل جراحة الجفن المزدوج.
تم مشاهدة التبييض منذ قرون في وسائل الإعلام، من خلال الأفلام والتصوير الفوتوغرافي والإعلان وما إلى ذلك. يعتبر التبييض في هوليوود قضية سائدة، وغالبًا ما يُعزى إلى نقص التنوع العرقي في الصناعة نفسها. غالبًا ما تقوم شركات الإعلان بتهوية عارضاتها لجعلها تبدو وكأنها ذات بشرة أفتح، كما كان في حملة لوريال مع بيونسيه في عام 2008.
يمكن أيضًا رؤية التبييض عندما يقرر فيلم أو برنامج تلفزيوني قائم على كتاب وإعادة كتابة دور غير أبيض على أنه أبيض واستخدام ممثل أبيض لتصوير الدور. هذا لا يجب الخلط بينه وبين الوجه الأسود، وهو عندما يحاول شخص غير أسود تصوير لون بشرة أغمق باستخدام الماكياج أو التحرير الرقمي. هذا النوع من التبييض أكثر شيوعًا في صناعة الأفلام وكان يمثل مشكلة منذ بداية هوليوود. يتم تمثيل المزيد من الأشخاص الملونين في الصناعة في الآونة الأخيرة، ولكن يظل التبييض مشكلة سائدة يمكن أن تؤثر على الصورة الذاتية للأطفال الصغار الذين تم تهميش أعراقهم في الفيلم.
إن التبييض الثقافي شائع أيضًا في وسائل الإعلام، حيث يتم تعديل تقاليد الثقافة لإرضاء الصور النمطية الغربية، كما هو الحال في الفيلم الشعبي ستيب اب.

## أمثلة شائعة

### إعلانات
ومن الأمثلة الواضحة على تبييض الجمال حملة إعلانية من لوريال حيث تم فيها إصلاح بشرت بيونسي نولز رقميًا لتبدو أفتح. أدى ذلك إلى تعرض الشركة للانتقاد لفترة طويلة. ومن الأمثلة الأخرى للمشاهير هالي بيري، براندي، ماريا كاري، ريهانا، فريدا بينتو، جنيفر لوبيز، تايرا بانكس، ليونا لويس، جينيفر هدسون، غابوري سيديبي وكوين لطيفة، حيث تعرضت هذه الرموز لتفتيح البشرة خلال مرحلة تحرير الإعلان الترويجي لجلسة التصوير.
كما اجتذب تطبيق مشاركة الصور والفيديو، سناب شات، انتقادات في عام 2016 لتبييض محتمل في فلاتر الصور الخاصة به. كان الهدف من هذه الضجة هو استخدام كلمات مثل تجميل وجميلة مرتبطة بفلتر تفتيح البشرة.

### افلام
في الآونة الأخيرة، تعرض فيلم غوست إن ذا شيل للنقد لأنه اعطى الدور الرئيسي للممثلة البيضاء سكارليت جوهانسون والذي كان من المفترض ان يكون يابانية. على الرغم من أن هذا لم يكن تبييضًا جسديًا من خلال تبييض البشرة، إلا أنه لا يزال يعتبر تبييضًا من حيث استخدام ممثلة بيضاء بدلاً من ممثلة يابانية وإعادة كتابة الدور لممثلة بيضاء.
في فيلم الوها، من إخراج كاميرون كرو، تم اختيار إيما ستون (ممثلة بيضاء) لدور الكابتن أليسون نج، وهي امرأة من هاواي. على غرار غوست ان دا شيل، تم استخدام ممثلة بيضاء بدلاً من شخص ملون، مما أدى إلى تبييض الدور والفيلم نفسه.

### الشخصيات العامة
عادة، تستخدم النساء في المقام الأول المنتجات لتفتيح بشرتهم، ولكن في كثير من الحالات يستخدمها الرجال أيضًا. اعترف نجم البيسبول المحترف السابق سامي سوسا باستخدام كريم تبييض البشرة في مقابلة مع برايمر إمباكتو من شبكة يونيفيجن الإسبانية،  قائلًا: «إنه مسحوق تبييض أستخدمه قبل الذهاب إلى الفراش وتبييض بشرتي... إنه مسحوق لدي، أستخدمه للتنعيم، لكنه قام بالتبييض بعض الشيء. أنا لست عنصريًا، أعيش حياتي بسعادة».

## نقد
يعتقد أن أسباب تغيير درجة لون البشرة في الإعلانات هي أغراض تسويقية في المقام الأول، وبشكل أكثر جاذبية بشكل مباشر إلى الأعراق الأكثر بياضًا، والتي تعد بشكل عام أقوى المجموعات المستهدفة في المناطق التي يحركها المستهلك مثل أوروبا وأمريكا. يمكن أن يعكس التلاعب في لون البشرة أيضًا معايير الجمال أو المثل العليا الضمنية التي يديمها المسوقون. يتم انتقاد التبييض بسبب تشويه المفاهيم العامة للواقع، والتخلص من الإحساس الملتوي بالجمال، وله تأثير سلبي على النساء والأطفال والمجتمعات على حد سواء.
هذه المعايير الأوروبية مفروضة على الأشخاص الملونين، مما يخلق تسلسلات هرمية داخل مجتمعاتهم. في نهاية المطاف، يخلق التبييض توترًا اجتماعيًا ليس فقط بين المجتمعات البيضاء وغير البيضاء، ولكن أيضًا بين المجموعات التي تشبه معايير الجمال الأكثر رسوخًا، مثل الأمريكيين الأفارقة ذوي البشرة الفاتحة، والمجموعات التي لا تفعل ذلك، بما في ذلك الأمريكيين الأفارقة ذوي البشرة الداكنة. يمكن أن تنطبق هذه الظاهرة على كل من الرجال والنساء الملونين.
يعتقد كاي نيلسون أن التبييض له تأثير سلبي على الأطفال في المجتمعات الأمريكية الأفريقية أيضًا. لا تعطي وسائل الإعلام دائمًا نظرة دقيقة للأعراق التي يصورونها، مما يؤدي إلى تضاؤل الثقة بالنفس لدى الأطفال الأمريكيين من أصل أفريقي. يشرح نيلسون أن الأطفال يفسرون تغيير لون البشرة في صناعة التجميل بطريقة سلبية، ويمكن أن يطوروا وجهة نظر مفادها أنهم غير جذابين وغير مرغوب فيهم. بسبب الافتقار إلى القدوة السوداء في وسائل الإعلام الشعبية، فإن هذا يجعلهم ينظرون إلى العرق القوقازي على أنه «العرق المعياري».
كما يصف رونالد هول في مجلة الدراسات السوداء، فإن التبييض قد تسبب في أن يصاب الأشخاص الملونون بمتلازمة التبييض التي تتسبب في استيعاب تفضيل المثل العليا المهيمنة، أو البيضاء. وهذا يؤدي إلى ازدراء البشرة الداكنة بسبب اعتبارها عقبة أمام الاندماج. ومع ذلك، على الرغم من اعتماد القيم الثقافية البيضاء، لا يزال الأشخاص الملونون ممنوعين من الاندماج الكامل.

## روابط خارجية
- Adam Elliott-Cooper، "The Whitewash of Black Beauty" ، Ceasefire، The Anti-Imperialist ، 11 June 2011
- Lindsay Kite، "Beauty Whitewashed: How White Ideals Exclude Women of Color" ، beautyredefined.net ، 28 فبراير 2011 [وصلة مكسورة]
- "التبييض" في وسائل الإعلام: استكشاف التلوين والآثار الضارة للتسلسلات الهرمية للجمال. " العرق والتكنولوجيا ، 10 ديسمبر 2014